# Ancula lentiginosa
Ancula lentiginosa är en snäckart som beskrevs av Farmer 1964. Ancula lentiginosa ingår i släktet Ancula och familjen Goniodorididae. Inga underarter finns listade i Catalogue of Life.